# おもてなし (映画)
『おもてなし』（盛情款待）は2018年に公開された2017年製作の日本・台湾合作映画。監督はジェイ・チャン。主演は田中麗奈と台湾出身のワン・ポーチエ。

## 概要
関西への観光客の来訪促進と地域活性化を図るために製作され、2018年1月5日に公開日の決定とともに第1弾ビジュアルが公開された。また、2018年2月15日には予告編と本ビジュアルが公開されたほか、東京・渋谷のユーロライブで特別試写会が開かれ、主演の田中麗奈が舞台挨拶に出席した。
本作は2018年3月19日に開幕した第42回香港国際映画祭のオープニング作品として上映されたほか、北米最大級のアジア映画祭である「LA Pacific Film Festival」でも現地時間の2018年5月8日に上映された。

## ストーリー
経営不振の老舗旅館を再建するため日本にやってきた台湾の実業家が、様々な出来事を通じて、おもてなしの心を学んでいく。

## キャスト
- 梨花 - 田中麗奈
- ジャッキー - ワン・ポーチエ（中国語版）
- 美津子 - 余貴美子
- チャールズ - ヤン・リエ（中国語版）
- ボーハオ - ヤオ・チュエンヤオ（中国語版）
- 尚子 - 藤井美菜
- ティファニー - ルー・シュエホン（中国語版）
- 黄 - マイケル・タオ（中国語版）
- 井口 - 青木崇高
- 岡田 - 眞島秀和
- 木村先生 - 木村多江
- 清水 - 香川京子
- おもてなし教室の生徒 - 津川マミ
- おもてなし教室の生徒 - 山口ゆか
- おもてなし教室の生徒 - こばやしあきこ
- おもてなし教室の生徒 - 佐渡山順久
- おもてなし教室の生徒 - 秦大樹
- 引っ越しスタッフ - 三角園直樹
- 土地開発会社の幹部 - 田中孝史
- 土地開発会社の幹部 - 濱口秀二
- 田中 - 酒井高陽

## スタッフ
- 監督 - ジェイ・チャン（英語版）
- 脚本 - ジェイ・チャン、砂田麻美
- プロデューサー - 北川淳一、ジェイ・チャン
- 共同プロデューサー - 山本一郎
- ラインプロデューサー - 岩田均、阿曽芳則
- 撮影 - ジェイ・チャン
- 照明 - 尾下栄治
- 美術 - 新田隆之
- 衣装 - 宮本まさ江
- メイク - 豊川京子
- 装飾 - 秋田谷宣博
- 編集 - ジェイ・チャン
- 音楽 - 大橋好規
- 助監督 - 石川幸典
- キャスティング - 木藤奈保子
- 音楽コーディネーター - 高石真美
- 製作担当 - 丹波邦夫